# Panna Fredda
Panna Fredda fu un gruppo di rock progressivo italiano nato nel 1969 a Roma.

## Storia del gruppo
Il gruppo nasce a Roma negli anni sessanta suonando nei locali notturni con il nome di I Figli del Sole, acquisendo successivamente il nome di I Vun Vun dal locale dove si esibivano.
Grazie a Roby Crispiano, nel 1970 pubblicano il loro primo singolo Strisce Rosse/Delirio per la Vedette, restando per quattro settimane al primo posto della classifica di Bandiera gialla, e nello stesso anno segue il secondo singolo Una luce accesa troverai/Vedo lei.
Giorgio Brandi dovette lasciare il gruppo per il servizio militare (successivamente entrò ne I Cugini di Campagna), Carlo Bruno passò a suonare con altri gruppi, mentre Filippo Carnevale si sposò, cosicché nei Panna Fredda entrano Lino Stopponi, Pasquale Cavallo (Windy) e Roberto Balocco per la registrazione del loro album Uno, che però non ebbe un grande successo ed il gruppo si sciolse definitivamente.

## Formazione
- Angelo Giardinelli: chitarra, voce (1969-1971)
- Giorgio Brandi: tastiere, chitarra, voce (1969-1970)
- Lino Stopponi: tastiere (1970-1971)
- Carlo Bruno: basso (1969-1970)
- Pasquale Cavallo: basso (1970-1971)
- Filippo Carnevale: batteria, chitarra (1969-1970)
- Roberto Balocco: batteria (1970-1971)

## Discografia

### Album
- 1971: Uno (Vedette)

### Singoli
- 1969: Strisce rosse/Delirio (Vedette)
- 1970: Una luce accesa troverai/Vedo lei (Vedette)